# Thelasis variabilis
Thelasis variabilis är en orkidéart som beskrevs av Oakes Ames och Charles Schweinfurth. Thelasis variabilis ingår i släktet Thelasis och familjen orkidéer. Inga underarter finns listade i Catalogue of Life.